# ستيوارت جيدينجز
ستيوارت جيدينجز (بالإنجليزية: Stuart Giddings)‏ هو لاعب كرة قدم بريطاني، ولد في 27 مارس 1986 في كوفنتري في المملكة المتحدة. شارك مع منتخب إنجلترا تحت 16 سنة لكرة القدم ومنتخب إنجلترا تحت 17 سنة لكرة القدم ومنتخب إنجلترا تحت 18 سنة لكرة القدم ومنتخب إنجلترا تحت 19 سنة لكرة القدم. أما مع النوادي، فقد لعب مع أولدهام أثلتيك ودارلينجتون إف سى وكوفنتري سيتي.

## وصلات خارجية
- ستيوارت جيدينجز على موقع قاعدة بيانات كرة القدم.إي يو (الإنجليزية)
- ستيوارت جيدينجز على موقع Soccerbase.com (لاعب) (الإنجليزية)